# Фрідріх Пайн
Фрідріх Пайн (нім. Friedrich Pein; 20 жовтня 1915 — 14 лютого 1975) — німецький снайпер австрійського походження, обершутце вермахту. кавалер Лицарського хреста Залізного хреста

## Біографія
Фрідріх Пайн народився в родині австрійського фермера в Штирії. У 1938 році був прийнятий у вермахт. Війну почав снайпером в складі 12-ї роти 143-го полку гірських єгерів, воював на Східному фронті.
На початку 1944 року був переведений в 2-у роту 227-го єгерського полку 100-ї легкої піхотної дивізії. За час служби снайпер був тричі поранений, а закінчення війни зустрів в полоні.

## Нагороди
- Залізний хрест
  - 2-го класу (1 грудня 1944)
  - 1-го класу (9 грудня 1944)
- Нагрудний знак «За поранення» в сріблі
- Відзнака снайпера 3-го ступеня — за 60 знищених ворогів.
- Лицарський хрест Залізного хреста (28 лютого 1945) — за 200 знищених ворогів.
- Нагрудний знак ближнього бою в бронзі (березень-квітень 1945)